# دوج (حوزه سرشماری)، ویسکانسین
دوج (به انگلیسی: Dodge) یک منطقهٔ مسکونی در ایالات متحده آمریکا است که در شهرستان ترمپیالیو، ویسکانسین واقع شده‌است. دوج ۱۲۱ نفر جمعیت دارد و ۲۰۳٫۹۱ متر بالاتر از سطح دریا واقع شده‌است.